# 赤津村 (福島県)
赤津村（あかつむら）は福島県安積郡にかつて存在した村である。現在の郡山市湖南町赤津地区。

## 地理
- 現在の郡山市の南西部、旧湖南村の西部に位置する。
- 村は猪苗代湖の南岸に位置する。
- 村域は山がちな地形である。

## 歴史

### 村域の変遷
- 1889年（明治22年）4月1日 - 町村制施行により、赤津村が単独で村制施行し安積郡赤津村が発足。
- 1955年（昭和30年）3月31日 - 赤津村は中野村・三代村・月形村・福良村とともに合併し湖南村が発足。赤津村は消滅。
- 1965年（昭和40年）5月1日 - 湖南村は郡山市と安積郡富久山町、日和田町、熱海町、安積町、喜久田村、逢瀬村、片平村、三穂田村、田村郡田村町とともに合併し郡山市が発足。湖南村は消滅。

変遷表
| 1868年 以前 | 1868年 以前 | 明治22年 4月1日 | 昭和30年 3月31日 | 昭和40年 5月1日 | 現在   |
| ----------- | ----------- | --------------- | ---------------- | --------------- | ------ |
|             | 赤津村      | 赤津村          | 湖南村           | 郡山市          | 郡山市 |

## 人口・世帯

### 人口
総数 [単位： 人]
| 1889年（明治22年） | 1,113 |
| 1920年（大正 9年） | 1,228 |
| 1947年（昭和22年） | 1,665 |

### 世帯
総数 [単位： 世帯]
| 1920年（大正 9年） | 210 |
| 1947年（昭和22年） | 270 |